# Asi (langue)
Pour les articles homonymes, voir Asi.
L’asi est une des langues bisayas, parlée aux Philippines par 65 000 locuteurs, dans la région des Visayas occidentales, dans la province de Romblon-Chon.
Cette langue est également appelée bantoanon, calatravanhon, odionganon, sibalenhon, simaranhon ou bisaya (ce dernier étant un ethnonyme).
L'asi comporte 16 consonnes : p, t, k, b, d, g, m, n, ng, s, h, w, l, r et y ; et quatre voyelles : a, i/e, et u/o. I et e sont allophones de même que u et o.